# Google Play Banca
Google Play Banca era um agregador de notícias e serviço de banca digital do Google. Em 8 de maio de 2018, o Google anunciou no Google I/O que seria fundido com o Google Notícias. Lançado em novembro de 2013 por meio da fusão do Google Play Revistas e do Google Currents, o serviço permite que os usuários assinem revistas (em países selecionados) e feeds de notícias atuais , recebendo novas edições e atualizações automaticamente. O conteúdo era oferecido para leitura em uma seção dedicada do Newsstand no site do Google Play ou por meio de aplicativos móveis para Android e iOS. O download e a leitura offline eram suportados em aplicativos móveis.
Para os editores, o Google ofereceu uma variedade de ferramentas para personalizar e otimizar seu conteúdo, bem como a opção de incluir anúncios por meio do uso do DoubleClick for Publishers. Os editores podem restringir o acesso geográfico ao seu conteúdo e usar o Google Analytics para obter dados agregados dos leitores. Os editores também podem oferecer descontos em assinaturas do Google Play se um usuário já for assinante de outra plataforma, como uma plataforma impressa ou digital.

## História
Foi lançado no Android em 20 de novembro de 2013, unindo o Google Play Magazines e o Google Currents em um único serviço.   O aplicativo Google Currents no iOS foi redesenhado e renomeado para Google Play Banca em 23 de setembro de 2014.   Um aplicativo da web para o Banca foi lançado em 16 de novembro de 2016. 
O serviço passou por duas grandes reformulações desde seu lançamento em 2013. A primeira, em outubro de 2014, adicionou elementos da linguagem Material Design para o lançamento do Android Lollipop.  A segunda, em novembro de 2016, coincidiu com o lançamento do site e adicionou tecnologias de aprendizagem de máquina para personalizar melhor o conteúdo para cada usuário individual, incluindo recomendações de notícias aprimoradas e suporte expandido para mídia interativa.  Em 15 de maio de 2018, o Google Play Banca, juntamente com o Google Notícias e Clima, foram substituídos pelo Google Notícias, embora só em 5 de novembro tenha sido completamente removido, removendo a aba Banca do site e aplicativo Google Play Store. Então, em janeiro de 2020, as revistas não estavam mais disponíveis no Google Notícias, encerrando efetivamente todos os seus rastros, exceto o antigo site, que ainda funciona mesmo após a indisponibilidade.

## Recursos
Os usuários podiam assinar revistas digitais para receber novas edições ou acessar o conteúdo continuamente. Desde que foi substituído pelo Google Notícias, os usuários postaram centenas de comentários negativos sobre a mudança, desde a impossibilidade de acessar assinaturas de revistas pagas até a sensação de serem forçados a cobrir tópicos que não são relevantes para eles.  Muitos experimentaram centenas de comentários negativos postados por usuários no Google Notícias.
- As assinaturas eram renovadas automaticamente e o usuário era cobrado no início de cada período de assinatura. Os usuários foram notificados sobre aumentos de preços. [9]
- O Google declarou que assinantes existentes de uma publicação impressa podem ter direito a uma assinatura digital gratuita. [10]
- Quando os usuários compravam uma única edição de uma revista, o Google declarava que " não solicitaria seu nome, endereço de e-mail ou endereço postal. Podemos compartilhar anonimamente seu código postal com a editora da revista ".
- Se um usuário se tornar assinante de um periódico, " o editor receberá seu nome, endereço e e-mail. O editor também poderá receber seu histórico de leitura da publicação relevante. O editor poderá usar esses dados de acordo com sua política de privacidade ."
- Algumas revistas ofereceram um período de teste.
- Os usuários poderiam assinar fontes de notícias de seu interesse, e o serviço exibiria fontes de notícias que fossem de interesse do usuário. [11]
- O Google Play Banca oferece suporte aos formatos de arquivo PDF e RePub para conteúdo de revistas e feeds RSS para conteúdo de notícias. [12]

## Plataformas
Em computadores, o conteúdo pode ser lido em uma seção dedicada do Google Play Banca no site do Google Play. 
Em smartphones e tablets, o conteúdo pode ser lido no aplicativo móvel Google Play Banca para sistemas operacionais Android e iOS. O download e a leitura offline eram suportados em aplicativos móveis.

## Google Play Newsstand Producer
Google Play Newsstand Producer (anteriormente conhecido como Google Currents Producer) era um ambiente de produção para editores de conteúdo incluírem seus sites ou blogs no Newsstand. Ele permitiu que os editores personalizassem a aparência de seu conteúdo e tomassem decisões de design que otimizassem automaticamente o conteúdo para que ele pudesse ser entregue simultaneamente em smartphones e tablets de todos os tamanhos e orientações. 
Os editores podem incluir anúncios em artigos usando o Google Ads. 
Por padrão, as revistas estavam disponíveis para leitores do mundo todo. Os editores podem restringir o acesso permitindo ou bloqueando países específicos. Os editores também podem definir o idioma principal de uma edição e escolher se permitem ou não a tradução automática. 
Os editores podem usar o Google Analytics para analisar dados agregados de leitores para seu conteúdo. 
Os editores podem oferecer descontos em assinaturas no Google Play Banca para usuários que já tenham uma assinatura impressa ou digital do conteúdo. O Google verificará a assinatura existente do usuário antes de oferecer um preço com desconto.